# Trichostomum cardotii
Trichostomum cardotii là một loài Rêu trong họ Pottiaceae. Loài này được Bizot miêu tả khoa học đầu tiên năm 1976.